# Epilobium gouldii
Epilobium gouldii är en dunörtsväxtart som beskrevs av John Earle Raven. Epilobium gouldii ingår i släktet dunörter, och familjen dunörtsväxter. Inga underarter finns listade i Catalogue of Life.